# Salpornis
Salpornis és un gènere de moixons de la família dels cèrtids (Certhiidae) coneguts com a raspinells maculats.

## Taxonomia
Considerat un gènere monospecífic, va ser separat en dues espècies diferents arran els treballs de Tietze et Martens 2010.
Segons la classificació del Congrés Ornitològic Internacional (versió 11.1, 2021) aquest gènere està format per dues espècies:
- Salpornis spilonota - raspinell maculat de l'Índia.
- Salpornis salvadori - raspinell maculat africà.